# Голтом-СІті (Техас)
Голтом-СІті (англ. Haltom City) — місто (англ. city) в США, в окрузі Таррант штату Техас. Населення — 46 073 особи (2020).

## Географія
Голтом-СІті розташований за координатами 32°49′4″ пн. ш. 97°16′16″ зх. д. / 32.81778° пн. ш. 97.27111° зх. д. (32.817698, -97.271152).  За даними Бюро перепису населення США в 2010 році місто мало площу 32,05 км², з яких 31,97 км² — суходіл та 0,08 км² — водойми.

## Демографія
Згідно з переписом 2010 року, у місті мешкало 42 409 осіб у 15 269 домогосподарствах у складі 10 240 родин. Густота населення становила 1323 особи/км².  Було 16626 помешкань (519/км²).
Расовий склад населення:
| - 66,5 % — білих - 8,1 % — азіатів - 4,2 % — чорних або афроамериканців - 0,9 % — корінних американців - 0,2 % — вихідців з тихоокеанських островів - 16,9 % — осіб інших рас |

До двох чи більше рас належало 3,1 %. Частка іспаномовних становила 38,9 % від усіх жителів.
За віковим діапазоном населення розподілялося таким чином: 27,9 % — особи молодші 18 років, 62,5 % — особи у віці 18—64 років, 9,6 % — особи у віці 65 років та старші. Медіана віку мешканця становила 31,7 року. На 100 осіб жіночої статі у місті припадало 101,2 чоловіків;  на 100 жінок у віці від 18 років та старших — 99,0 чоловіків також старших 18 років.
Середній дохід на одне домашнє господарство  становив 57 305 доларів США (медіана — 45 745), а середній дохід на одну сім'ю — 63 278 доларів (медіана — 52 593). Медіана доходів становила 36 762 долари для чоловіків та 27 928 доларів для жінок. За межею бідності перебувало 16,6 % осіб, у тому числі 27,0 % дітей у віці до 18 років та 8,4 % осіб у віці 65 років та старших.
Цивільне працевлаштоване населення становило 20 971 особа. Основні галузі зайнятості: виробництво — 13,9 %, роздрібна торгівля — 13,5 %, освіта, охорона здоров'я та соціальна допомога — 13,5 %.